# VM i orientering 1968
VM i orientering 1968 var anden udgave af verdensmesterskabet i orientering, der blev afviklet 28.-29. september 1968 i Linköping i Sverige.

## Resultater

### Herrer

#### Individuelt
1. Karl Johansson, Sverige 1.48.19
2. Sture Björk, Sverige 1.49.38
3. Åge Hadler, Norge 1.50.13

#### Stafet
1. Sverige (Sture Björk, Karl Johansson, Sten-Olof Carlström, Göran Öhlund) 4.25.19
2. Finland (Rolf Koskinen, Veijo Tahvanainen, Juhani Salmenkylä, Markku Salminen) 4.25.28
3. Norge (Per Fosser, Ola Skarholt, Stig Berge, Åge Hadler) 4.42.31

### Damer

#### Individuelt
1. Ulla Lindkvist, Sverige 1.04.55
2. Ingrid Hadler, Norge 1.10.35
3. Kerstin Granstedt, Sverige 1.11.27

#### Stafet
1. Norge (Astrid Rødmyr, Astrid Hansen, Ingrid Hadler) 3.17.53
2. Sverige (Gun-Britt Nyberg, Kerstin Granstedt, Ulla Lindkvist) 3.18.07
3. Finland (Pirjo Seppä, Tuula Hovi, Raila Kerkelä) 3.42.15